# Hudsonbugten
Hudsonbugten er et stort farvand i det nordøstlige Canada. Dertil afvandes en stor del af provinserne Ontarios, Quebecs og Manitobas nordlige områder, og den sydøstlige del af Nunavut. En mindre forgrening af bugten, Jamesbugten, ligger mod syd. 
Bugten er opkaldt efter Henry Hudson, der udforskede bugten under sin rejse med skibet Discovery i 1610. Hudson kortlagde en væsentlig del af de østlige kystområder, indtil isen fastholdt skibet vinteren over omkring den sydlige del af James Bay. Da isen brød op, ønskede Hudson at fortsætte sin udforskning, men hans mandskab gjorde mytteri den 22. juni 1611. Hudson blev sammen med flere andre sat i en mindre båd, hvorefter deres videre skæbne er ukendt.
International Hydrographic Organization (IHO) angiver Hudsonbugten som værende en del af det Arktiske Hav. Mod øst er bugten via Hudsonstrædet forbundet med Atlanterhavet, og mod nord med resten af det Arktiske Hav via Foxekanalen (der ikke anses for at være en del af bugten) og Fury- og Hecla-strædet. Alle øer i bugten (og i Jamesbugten) er en del af Nunavut.